# 铁拳 (2009年电影)
《铁拳》（英語：Tekken）改编自《铁拳系列》，日本动作片、武术片，导演德怀特·H·里特，主演包括約翰·芬、路克·高斯、田川洋行、凯莉·欧沃顿。
續集《鐵拳：即刻復仇》於2014年推出。

## 剧情
日本黑暗社团“三岛财阀”的领导人“三岛平八”举行“铁拳大会”来选拔“拳王”，“风间仁”为了给母亲报仇雪恨也参加该赛，中间，他发现自己的杀母仇敌也在这比赛里，于是决心拼死报仇。

## 演出
| 演员             | 角色          | 备注 |
| 約翰·芬          | 風間仁        |      |
| 路克·高斯        | 史蒂夫·福克斯 |      |
| 盖瑞·丹尼尔斯    | 布萊恩        |      |
| 田川洋行         | 三島平八      |      |
| 莫西娅·梦露      | 卡拉          |      |
| 凯莉·欧沃顿      | 克里斯蒂      |      |
| 黎烈弓           | 馬歇爾·羅     |      |
| 伊恩·安東尼·戴爾 | 三島一八      |      |
| 达林·德维特·汉森 | 瑞文          |      |
| 在熙             |               |      |
| 路易斯·赫特哈姆  |               |      |
| 杉浦太阳         |               |      |
| 富田谭玲         | 風間準        |      |

## 上映
2010年1月14日，该片在全世界上映。